# Francon (évêque de Paris)
 (août 2025).
Si vous disposez d'ouvrages ou d'articles de référence ou si vous connaissez des sites web de qualité traitant du thème abordé ici, merci de compléter l'article en donnant les références utiles à sa vérifiabilité et en les liant à la section « Notes et références ».
Francon est un évêque de Paris du début du XIe siècle,. Il est en fonction de 1020 à 1030 et occupe également la charge de chancelier du roi. Il participe à la condamnation des hérétiques d'Orléans en 1022.